# Ngoại Nhâm
Ngoại Nhâm (chữ Hán: 	外壬, trị vì: 1549 TCN-1535 TCN), tên thật Tử Pháp (子發), là vua thứ 11 nhà Thương trong lịch sử Trung Quốc.

## Thân thế
Ngoại Nhâm là con thứ của Thái Mậu (太戊) – vua thứ 9 nhà Thương và là em của Trọng Đinh (仲丁) – vua thứ 10 nhà Thương. Khoảng năm 1550 TCN, Trọng Đinh qua đời, Ngoại Nhâm lên nối ngôi.

## Trị vì
Trong suốt triều đại của ông có một cuộc nổi loạn của các chư hầu người Phi (邳) và Tân (侁). Sử ký Tư Mã Thiên có đề cập đến việc biến loạn trong cung đình nhà Thương trong việc truyền ngôi giữa các anh em Trọng Đinh và con cháu họ. Việc tranh chấp kéo dài trong nhiều thế hệ vua nhà Thương mà sử sách không nêu chi tiết. Sử ký chỉ cho biết tranh chấp kéo dài thêm 8 đời nữa.
Khoảng năm 1535 TCN, Ngoại Nhâm qua đời. Ông ở ngôi tất cả 15 năm (Trúc thư kỷ niên ghi là 10 năm). Con ông là Hà Đản Giáp (河亶甲) lên nối ngôi .
Giáp cốt văn khai quật tại Ân Khư ghi ông là vua thứ 10 của nhà Thương, được đặt tên sau khi chết là Bốc Nhâm (卜壬) .